# Opusszám
Az opusszám (opus vagy rövidítve op.) egy zenemű sorszáma a zeneszerző életművében. A zeneszerzők – Beethoven óta – műveiket keletkezésük, avagy megjelenésük sorrendjében op. 1., 2. stb. jelzéssekkel szokták ellátni, habár előfordul a francia oeu. [oeuvre] jelzés is. A régebbi szerzőknél viszont az opusszám szerinti kronológia nem tekinthető megbízhatónak, mivel az egyes kiadók a művek sorrendjét és így az opusszámozást is önkényesen határozták meg.

## Etimológia
A szó eredete a latin opus (többes száma opera) kifejezés, aminek magyar jelentése mű, munka. Magyarul az opusz kifejezést használják, többes számban pedig az opuszok kifejezéssel élnek. 
Ha egy opusz egynél több kompozíciót tartalmaz, a műveket további sorszámmal látják el, pl. op. 59, no. 2. Az op. poszt. rövidítést használják annak jelölésére, hogy a mű a szerző halála után kapta az opusszámot.
A magyar helyesírás szerint az opusszámot mondat közben kis betűvel, a számtól szóközzel elválasztva, a szám után ponttal (rövidítés esetén a rövidítés után is ponttal) tüntetik fel. Például opus 146., vagy op. 146.; ill. Beethoven  Egmont-nyitány op. 84.

## Története
A terminust először a reneszánsz korban általánosságban használták a zeneművekre, pl. Johannes Tinctoris 1477-ben született Liber de arte contrapuncti  c. munkájában; ill. Nikolaus Listenius, Musica  c. 1537-es művében. A korai német zeneműkiadók nem egyedi zeneművekre, hanem kötetekre használták az opusz kifejezést, pl. Novum et insigne opus musicum  (1537-8), ill. Magnum opus musicum (1604). 
Az egyik korai példája annak, hogy egy zeneszerző kiadványát opusszámmal jelölték, Lodovico Grossi da Viadana Motecta festorum op. 10. 1597-es kiadása volt Velencében. A 17., 18. században az opusszámozással csak alkalmanként éltek, inkább a figyelem felkeltésére, egy kötet – szonátákat, vagy concertókat tartalmazó – jelentőségének a felhívására. Biagio Marini olasz zeneszerzőnek Velencében és más városokban 22 számozott kötetét adták ki opusszámmal ellátva 1617 és 1655 között. Egészen az 1800-as évekig inkább csak hangszeres műveket jelöltek opusszámmal, vokális, ill. színpadi műveket alig. Nagyjából a 19. század elejéig a zeneműkiadók által adott opusszám pusztán viszonylagos időrendi sorrendbe helyezte egy szerző életművét, ha pl. több kiadónak adta le a kéziratot, akkor az eltérő opusszámot kapott. Beethoven az első szerzők között volt, aki saját kezűleg látta el opusszámmal a műveit. 
Ebből adódóan W. A. Mozart műveinek időrendi szignálása az opusszám helyett az ún. Köchel-jegyzék számmal [Köchel Verzeichnis] (pl. K. V. 210) történik. J. S. Bach művei esetében a Wolfgang Schmieder német zenetudós tematikus jegyzékét, azaz a BWV-jegyzék sorszámát [Bach Werke Verzeichnis] (BWV jelzéssel) adják meg, J. Haydnnál pedig a Hoboken-jegyzékét, Schubertnél az Otto Erich Deutsch által összeállított Deutsch-jegyzék megfelelő számát használják az opusszám helyett.